# Олесниця (гміна, Олесницький повіт)
Гміна Олесниця (пол. Gmina Oleśnica) — сільська гміна у південно-західній Польщі. Належить до Олесницького повіту Нижньосілезького воєводства.
Станом на 31 грудня 2011 у гміні проживало 12483 особи.

## Територія
Згідно з даними за 2007 рік площа гміни становила 243.44 км², у тому числі:
- орні землі: 68.00%
- ліси: 22.00%

Таким чином, площа гміни становить 23.19% площі повіту.

## Населення
Станом на 31 грудня 2011:
| Опис     | Загалом | Загалом | Чоловіки | Чоловіки | Жінки | Жінки |
| -------- | ------- | ------- | -------- | -------- | ----- | ----- |
| одиниця  | осіб    | %       | осіб     | %        | осіб  | %     |
| все      | 12483   | 100     | 6418     | 51.41    | 6065  | 48.59 |
| міське   | 0       | 100     | 0        |          | 0     |       |
| сільське | 12483   | 100     | 6418     | 51.41    | 6065  | 48.59 |

## Сусідні гміни
Гміна Олесниця межує з такими гмінами: Берутув, Дзядова Клода, Длуґоленка, Доброшице, Єльч-Лясковіце, Олесниця, Сицув, Твардоґура, Черниця.